# Viszonylagos lajstromozást gátló okok
A viszonylagos kizáró okok az egyes védjegytörvényekben meghatározott olyan okok, amelyek más személy(ek) korábbi jogába/jogaiba ütközést jeleznek. Az adott jog szerint vagy ezeket is hivatalból vizsgálják (mint pl. Magyarországon a 2004. május 1-je előtti védjegybejelentéseknél), vagy csak felszólalás esetén (mint pl. Magyarországon a 2004. május 1-je utáni védjegybejelentéseknél.

## Viszonylagos kizáró okok a magyar jogban

### Az 1969. évi IX. törvényben
Az 1969. évi védjegytörvény 3. §-a a védjegyoltalomból kizárt megjelölések között mind a feltétlen, mind a viszonylagos kizáró okokat tartalmazta, anélkül, hogy ezeket a kifejezéseket megemlítette volna.
"Azonos vagy hasonló áruk tekintetében nem részesülhet védjegyoltalomban a megjelölés, ha:
a) hivatalosan elfogadott ellenőrzési, szavatossági, hitelesítési jegyből, bélyegből vagy ezek utánzatából áll;
b) korábban más javára védjegyoltalom alatt állott, az oltalom lemondás vagy megújítás hiánya miatt megszűnt és a megszűnés óta két év még nem telt el;
c) másnak védjegyoltalom alatt álló vagy korábbi elsőbbséggel bejelentett védjegyével vagy másnak ténylegesen használt, de nem lajstromozott megjelölésével azonos vagy ahhoz az összetéveszthetőségig hasonlít;
d) szabadalmazott növény- vagy állatfajta neve."

### Az 1997. évi XI. törvényben
A viszonylagos kizáró okokat a védjegytörvény 4. - 6. §-ai tartalmazzák. Viszonylagos kizáró ok érdemi vizsgálatára csak felszólalás esetén kerül sor.
4. § (1) Nem részesülhet védjegyoltalomban
a) azonos áruk, illetve szolgáltatások tekintetében a korábbi védjeggyel azonos későbbi elsőbbségű megjelölés;
b) a megjelölés, amelyet a fogyasztók összetéveszthetnek a korábbi védjeggyel a megjelölés és a védjegy azonossága vagy hasonlósága, valamint az érintett áruk, illetve szolgáltatások azonossága vagy hasonlósága miatt;
c) eltérő áruk, illetve szolgáltatások tekintetében a belföldön jóhírnevet élvező korábbi védjeggyel azonos vagy ahhoz hasonló későbbi elsőbbségű megjelölés, ha annak alapos ok nélkül történő használata a jó hírű védjegy megkülönböztető képességét vagy hírnevét sértené vagy tisztességtelenül kihasználná.
(2) Korábbi védjegy az, amelyet korábbi elsőbbséggel jelentettek be lajstromozásra, valamint – az (1) bekezdés a) és b) pontjának alkalmazásában – az a megjelölés is, amely az ipari tulajdon oltalmára létesült Párizsi Uniós Egyezmény alapján – lajstromozásától függetlenül – korábban vált belföldön közismert védjeggyé. Korábbi védjegyen – a megjelölés lajstromozásától függően –a korábbi védjegybejelentést is érteni kell.
(3) A megjelölés nincs kizárva a védjegyoltalomból, ha olyan korábbi védjeggyel ütközik, amelyet annak jogosultja nem használt a 18. § előírásainak megfelelően.
(4) E törvény alkalmazásában az összetéveszthetőség magában foglalja azt az esetet is, ha a fogyasztók a megjelölést gondolati képzet-társítás (asszociáció) útján kapcsolhatják a korábbi védjegyhez.
5. § (1) Nem részesülhet védjegyoltalomban a megjelölés,
(a) amely másnak személyhez – különösen névhez, képmáshoz – fűződő korábbi jogát sértené;
(b) amely más korábbi szerzői vagy iparjogvédelmi jogába ütközne, ideértve a növény-fajta nevével való ütközést is.
(2) Nem részesülhet védjegyoltalomban
(a) a megjelölés, amelyet más lajstromozás nélkül korábbtól fogva ténylegesen használ belföldön, ha a megjelölésnek a korábbi használó hozzájárulása nélkül történő használata jogszabályba ütközne; valamint
(b) azonos vagy hasonló áruk, illetve szolgáltatások tekintetében a megjelölés, amely egy olyan védjeggyel azonos vagy ahhoz hasonló, amelynek oltalma korábban lejárat miatt megszűnt, ha a megszűnés óta 2 év még nem telt el, kivéve, ha a korábbi védjegyet nem használták a 18. § előírásainak megfelelően.
(3) Annak megítélésekor, hogy a jog, a használat, illetve a megszűnés az (1) és (2) bekezdés alkalmazása szempontjából korábbinak számít-e, a megjelölésre vonatkozó bejelentés elsőbbségét kell figyelembe venni.
Ki van zárva a védjegyoltalomból a megjelölés akkor is, ha azt a képviselő, illetve az ügynök – a jogosult engedélye nélkül – saját nevében jelentette be lajstromozásra, kivéve, ha a képviselő vagy az ügynök igazolja, hogy eljárása helyénvaló volt. [6. §]

## Viszonylagos kizáró okok az uniós jogban
Az uniós védjegyrendelet 8. cikke az alábbi viszonylagos kizáró okokat sorolja fel:
(1) A korábbi védjegy jogosultjának felszólalása alapján a megjelölés nem részesülhet védjegyoltalomban, ha
a) az a korábbi védjeggyel azonos, és az árujegyzékében szereplő áruk, illetve szolgáltatások azonosak a korábbi védjegy árujegyzékében szereplő árukkal, illetve szolgáltatásokkal;
b) azt azon a területen, ahol a korábbi védjegy oltalom alatt áll, a fogyasztók összetéveszthetik a korábbi védjeggyel való azonossága vagy hasonlósága, valamint az érintett áruk, illetve szolgáltatások azonossága vagy hasonlósága miatt; az összetéveszthetőség magában foglalja azt az esetet is, ha a fogyasztók a megjelölést gondolati képzettársítás (asszociáció) útján kapcsolhatják a korábbi védjegyhez.
(2) Az (1) bekezdés alkalmazásában korábbi védjegynek számít:
a) a következőkben felsorolt minden olyan védjegy, amelynek bejelentési napja korábbi, mint a közösségi védjegybejelentés bejelentési napja, figyelembe véve – ha ennek helye van – az igényelt elsőbbségek napját:
i. közösségi védjegy;
ii. valamely tagállamban, illetve – Belgium, Hollandia és Luxemburg esetében – a Benelux Szellemitulajdonvédelmi Hivatalnál lajstromozott védjegy;
iii. nemzetközi megállapodás alapján a tagállamra kiterjedő hatállyal lajstromozott védjegy;
iv. nemzetközi megállapodás alapján a Közösségre kiterjedő hatállyal lajstromozott védjegy;
b) az a) pontban említett védjegy lajstromozására irányuló bejelentés, feltéve, hogy annak alapján a védjegyet lajstromozzák;
c) az olyan védjegy, amely a Párizsi Egyezmény 6a. cikke értelmében a közösségi védjegybejelentés bejelentési napjánál, illetve – elsőbbség igénylése esetén – az elsőbbség napjánál korábban vált a tagállamok bármelyikében közismertté.
(3) A védjegyjogosult felszólalása alapján nem részesülhet védjegyoltalomban a megjelölés, ha azt a képviselő, illetve az ügynök – a jogosult engedélye nélkül – saját nevében jelentette be lajstromozásra, kivéve, ha a képviselő vagy az ügynök igazolja, hogy eljárása helyénvaló volt.
(4) A nem lajstromozott védjegy, illetve a helyi jelentőségűt meghaladó mértékű kereskedelmi forgalomban használt bármely más megjelölés jogosultjának felszólalása alapján nem részesülhet védjegyoltalomban a megjelölés, ha az irányadó közösségi vagy tagállami jogszabályok szerint
a) a megjelöléshez fűződő jogokat a közösségi védjegybejelentés bejelentési napjánál, illetve – elsőbbség igénylése esetén – az elsőbbség napjánál korábban szerezték meg;
b) a megjelöléshez fűződő jogok alapján a jogosult megtilthatja a későbbi védjegy használatát.
(5) A (2) bekezdés szerinti korábbi védjegy jogosultjának felszólalása alapján nem részesülhet továbbá oltalomban a korábbi védjeggyel azonos vagy ahhoz hasonló megjelölés, ha az érintett áruk, illetve szolgáltatások nem hasonlóak, feltéve, hogy közösségi védjegy esetén a korábbi közösségi védjegy a Közösségben, korábbi nemzeti védjegy esetén a korábbi nemzeti védjegy pedig az érintett tagállamban jó hírnevet élvez, és a megjelölés alapos ok nélkül történő használata sértené vagy tisztességtelenül kihasználná a korábbi védjegy megkülönböztető képességét vagy jó hírnevét.